# جواهر بینی

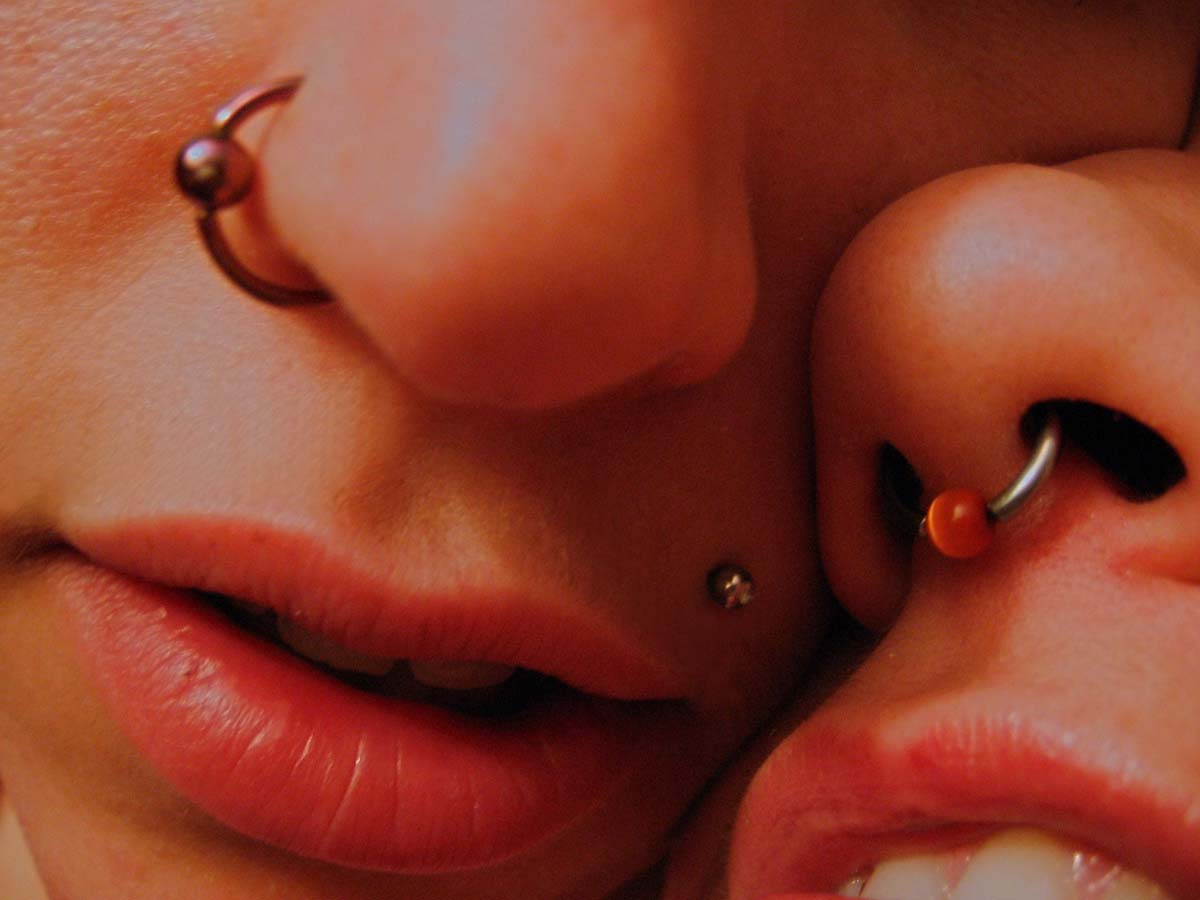
جواهر بینی

جواهر بینی قطعه‌ای جواهر است که بر روی بینی نصب می‌شود. استفاده از این نوع جواهر قدمتی طولانی دارد و در قسمت‌هایی از کتاب مقدس به آن اشاره شده‌است. در ساخت جواهر بینی از عاج یا فلزات استفاده می‌شده‌است و معمولاً زنان از آن استفاده می‌کرده‌اند.
در عصر حاضر در چند نقطهٔ دنیا، خصوصاً در شرق آسیا زنان از این آذین استفاده می‌کنند. آنها برای استفاده از آن پرهٔ دماغ خود را سوراخ می‌کنند. در سال‌های اخیر در کشورهای غربی استفاده از جواهرت ریز بر روی بینی مد شده‌است و در بین زنان جوان کاربرد دارد.